# 한국홍삼공사
한국홍삼공사(韓國紅蔘公社)는 대한민국의 홍삼·인삼 관련 전담 공기업으로, 1948년 12월에 설립되어 1949년 7월 7일 폐지되었다. 설립 초기부터 윤치창 등 전매국 관련자들이 한국홍삼공사 주주의 한 사람으로 선정되어 논란이 되기도 했다.
본래 재무부에서는 한국의 특산품인 홍삼(紅蔘)의 해외수출을 촉진시키기 위해서 앞서 재무부 주도로 반관반민(半官半民)의 홍삼판매공사를 설치하였으나 1949년 7월 7일 대통령 이승만의 지시로 폐지되고 홍삼, 인삼 업무는 전매국이 전담하게 되었다. 그리고 해외 수출은 각국에 대표회사를 선정해서 그 회사로 하여금 책임, 수출하게 하였다.

## 같이 보기
- 대한민국 전매청
- KT&G
- 한국인삼공사
- 한국전매공사